# Thoinot Arbeau
Thoinot Arbeau (17 de março de 1519 em Dijon; † 23 de julho de 1595 em Langres) é o pseudônimo anagramático de um clérigo francês chamado Jean Tabourot (também conhecido como Jehan des Preyz), autor de uma renomada obra musical chamada Orchésographie, um tratado sobre danças sociais da França Renascentista do final do século XVI.

## A Orquesografia

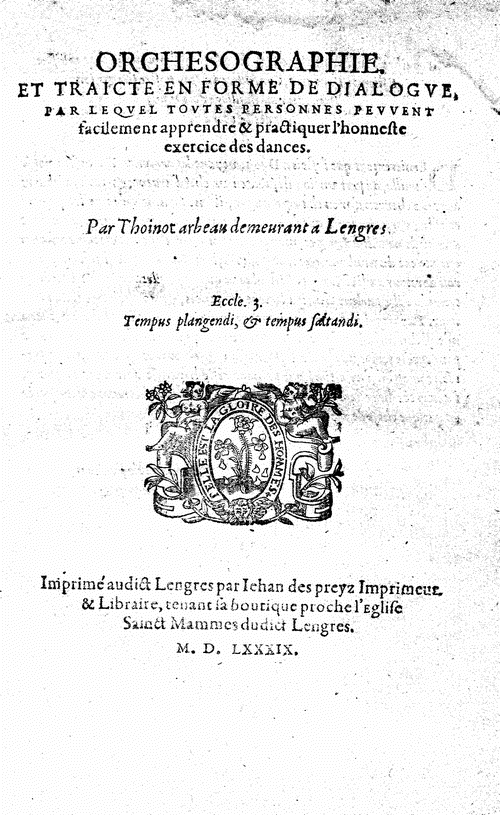
A Orquesografia

Este manuscrito foi publicado pela primeira vez em 1588 e reimpresso em 1589 e 1596.  Ele contém instruções detalhadas para diversos estilos de danças da época, bem como pequenos relatos sobre a música militar, tambores e marchas, além de aspetos diversos sobre diversas formas de danças.
A Orchesographie é a principal fonte de informações sobre a dança renascentista.  Esta obra foi traduzida para o inglês, tradução esta feita por Mary Stewart Evans, editada por Julia Sutton e publicada pela Dover Publications.
O manual contém inúmeras  descrições de danças e músicos.  Também muitas tabulações de danças onde as instruções para os passos estão associados à notas musicais (o que não se vê atualmente nas edições modernas), constituindo para a época uma significativa inovação em relação à notação da dança.
A Orchésographie de Arbeau foi usada como base para o balé final de Igor Stravinsky, Agon.  O compositor e crítico musical Peter Warlock (1894-1930) também usou essa obra como modelo para a sua apresentação musical chamada Capriol Suite, em outubro de 1929.

## Ligações Externas
- Orchésographie
- Wikilivres
- The Music of Arbeau's Orchésographie
- History of Dance - Gayle Kassing.
- Orchesography
- Facsimile da obra completa na Biblioteca do Congresso Americano